# Margarete Wendt
Pour les articles homonymes, voir Wendt.
Margarete (ou Grete) Wendt, née le 24 février 1887 à Grünhainichen et morte le 1er juillet 1979 dans la même ville, est une artiste, designeuse et entrepreneuse allemande.

## Biographie

### Jeunesse et formation
Margarete Wendt est née le 24 février 1887. Elle est la quatrième des cinq enfants d'Albert et Hedwig Wendt. Son père est professeur à l'École nationale du jouet et du commerce de Grünhainichen depuis 1884 et en devient plus tard le directeur. À cette époque, Grünhainichen est un centre de production de jouets traditionnels des Monts Métallifères. Margarete Wendt apprend très tôt le travail du bois, encouragée par son père qui lui enseigne aussi le dessin.
De 1904 à 1907  elle fréquente l'école privée de Gertrud, Fritz (de) et Erich Kleinhempel (de) à Dresde  où elle se prépare à l'École royale des arts et métiers de Saxe (de), qu'elle fréquente à partir de janvier 1907. 
C'est là qu'elle rencontre Margarete Kühn, la fille de l'architecte et inspecteur en bâtiment de Dresde Ernst Kühn (de). Elles sont parmi les premières femmes à pouvoir y étudier et, parmi leurs professeurs figure Margarete Junge,,. 

### Carrière
Margarete Wendt fait un stage de plusieurs mois dans l'entreprise  Deutsche Werkstätten Hellerau, spécialisée dans l'aménagement intérieur.
En 1910, alors qu'elle est encore en dernière année d'études, Karl Schmidt (de), un des fondateurs des Deutsche Werkstätten Hellerau lui commande la conception d'une crèche pour le département des jouets. L'usine de jouets Theodor Heymann (de) (Dresdner Spielwarenfabrik) de Großolbersdorf reprend ensuite la production pour Hellerau. 
Après avoir obtenu son diplôme, Margarete Wendt travaille comme dessinatrice dans cette entreprise, principalement pour des meubles, mais aussi pour des modèles de jouets. Hellerau est alors une entreprise pionnière dans le domaine de l'aménagement intérieur et dans la réforme de l'art et de l'artisanat et s'efforce de développer une production efficace. Margarete Wendt y travaille désormais dans le cercle des grands esprits du modernisme, dont Richard Riemerschmid.

D'octobre 1911 à juillet 1912, Margarete Wendt travaille au bureau du comité des artistes de la « Foire bavaroise de 1912 » à Munich. Durant son séjour à Munich, elle crée, entre autres, un lustre en bois tourné, couronné d'un cercle d'anges porteurs de lumière. « La réalisation de mes œuvres figuratives pour l'exposition a été confiée au maître tourneur sur bois Gebhard Heinz à Waal, dans l'atelier duquel j'ai également supervisé temporairement la mise en forme correcte des figures. »,.

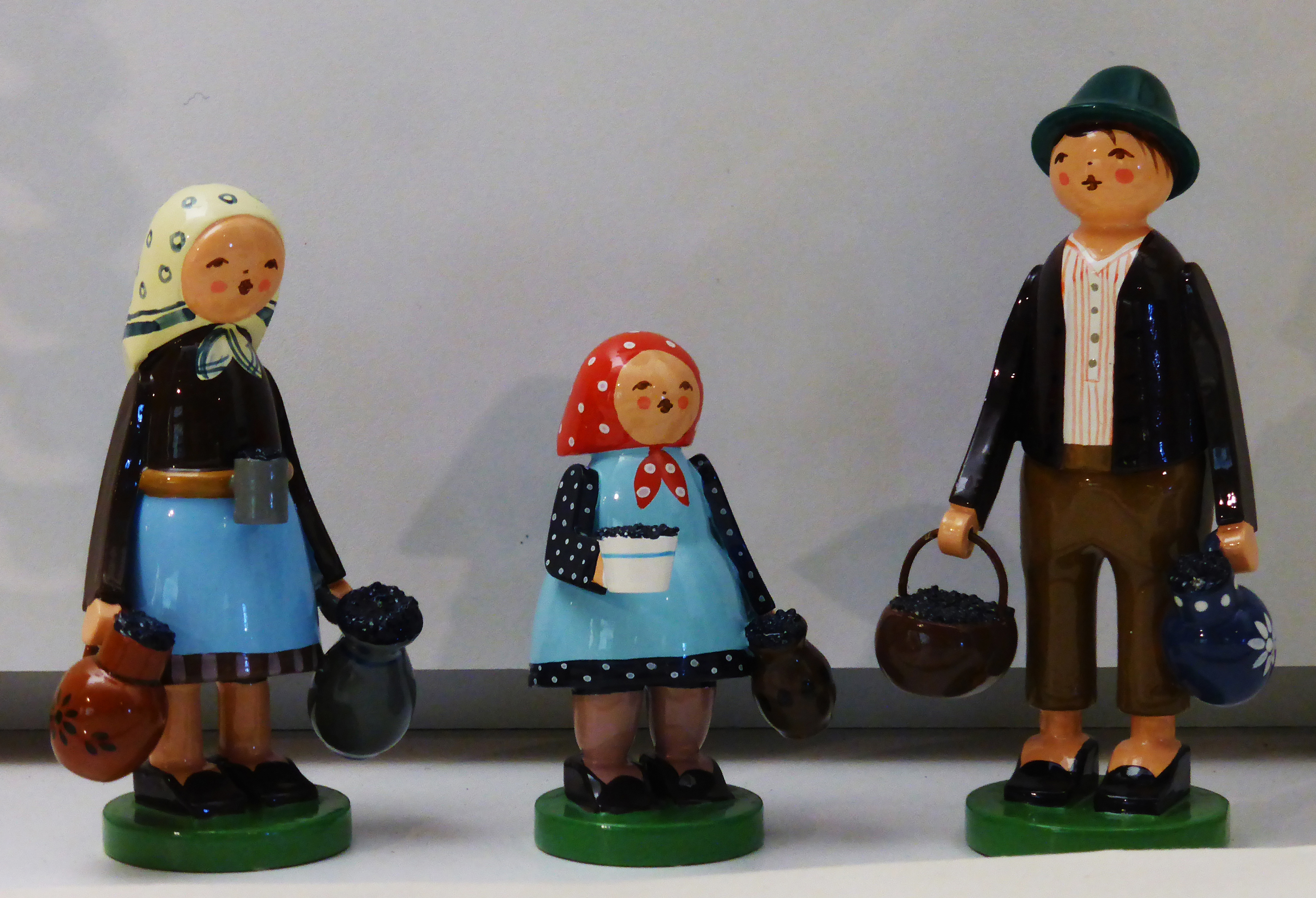
Beerenkinder 2004, d'après un projet de Margarete Wendt

En 1913, Margarete Wendt participe à un concours organisé par l’ Association de protection de la patrie saxonne (de) pour de « bons souvenirs de voyage ». Elle emporte le deuxième prix avec un groupe de figurines, les « Beerenkinder », dans une boîte en aggloméré peinte. Les figurines, équipées de bras en bois, ont beaucoup de succès et  Margarete Wendt reçoit de nombreuses commandes pour des modèles divers. 
Dans le même style, elle crée un ange qu'elle envoie à son frère au front comme cadeau de Noël. Plus de 100 ans plus tard, cette figurine est toujours produite à Grünhainichen.

### Wendt & Kühn
Le 1er octobre 1915, Margarete Wendt et Margarete Kühn fondent la société Wendt & Kühn. Le logo de la société est créé par leur ancienne professeure, Margarete Junge. La société réalise des ventes dès le début  et est représentée à la foire de Leipzig un an plus tard. Leurs réalisations se distinguent par un design contemporain, moderne et unique, enraciné dans l'art populaire des Monts Métallifères, fabriquées de manière traditionnelle avec un savoir-faire élaboré. Cependant, en raison de la Première Guerre mondiale, les commandes ne sont plus assez nombreuses et, pendant plusieurs années, l'entreprise se consacre surtout sur la production de pierres tombales et de croix funéraires,.
En 1920, Margarete Kühn se marie et doit se retirer de l'entreprise, en vertu d'une "clause mariage" conclue par les deux fondatrices. Entre temps Olly Sommer (de) a rejoint l'entreprise comme designeuse et Johannes Wendt, le frère de Margarete Wendt comme comptable. La gamme de produits s'élargit et l'entreprise emploi alors 35 personnes,.
Au cours des années suivantes, de nouveaux personnages apparaissent parmi lesquels, en 1925, les premiers anges musiciens : trois personnages tenant une torche, un violon et une flûte. 
En 1937, Margarete Wendt se rend à l'Exposition universelle de Paris avec son groupe d'anges et une Madone. Elle y obtient une médaille d'or et le Grand Prix. Ce succès marque la reconnaissance internationale pour Wendt & Kühn. De nouvelles créations, comme les figures hollandaises, le cortège de Lucie et les poissonnières suivent.
Wendt & Kühn connaît de nouvelles difficultés durant la Seconde Guerre mondiale et produit principalement des modèles de navires et de véhicules militaires, sans toutefois être directement impliquée dans l’industrie de l’armement.
En 1957, Margarete Grete Wendt confie la direction de l'entreprise à son neveu Hans Wendt, le fils d'Olly Sommer et Johannes Wendt, et se retire progressivement. En 2011, l'entreprise est toujours gérée par des descendants de la famille Wendt.

## Hommages et distinctions
- 1913 :  Landesverein Sächsischer Heimatschutz, Deuxième prix pour Beerenkinder
- 1937 : Exposition universelle de Paris, Médaille d'or et Grand Prix
- 2015-2016 : A l'occasion du 100e anniversaire de Wendt & Kühn, le Musée d'Art populaire saxon organise une exposition comprenant un large éventail des réalisations depuis sa création[8].
- Depuis 2015, une rue de Grünhainichen porte le nom de Margarete Wendt.